# Saison 3 de Friends
Chronologie
Saison 2 Saison 4
Cet article présente les épisodes de la troisième saison de la série télévisée américaine Friends.

## Intrigue
Sous les encouragements de Chandler et Joey, Rachel démissionne du Central Perk et cherche un nouvel emploi dans le domaine de la mode. Elle rencontre Mark, qui lui obtient un job chez Bloomingdale's. Ross, convaincu que Mark a d'autres idées derrière la tête, devient extrêmement jaloux. Les tensions entre Rachel et Ross atteignent leur paroxysme le jour de leur anniversaire, alors que Rachel est trop occupée à son travail pour venir dîner avec Ross. Ross décide alors de lui amener à manger sur son lieu de travail mais elle lui ordonne de partir. Une dispute éclate à leur retour dans l'appartement de Monica, dispute qui prend fin avec la décision de Rachel de « faire une pause ».
Après cet incident, Ross va boire un verre avec Chandler et Joey. Lui et Rachel décident tous deux indépendamment de résoudre leur conflit, mais quand Ross téléphone à Rachel, il entend la voix de Mark, venu réconforter Rachel. Ross croit alors au pire ; déprimé, il finit la soirée en couchant avec une femme du nom de Chloé. Il essaie d'éviter un conflit avec Rachel en le lui cachant, mais elle le découvre grâce à Gunther, et ils finissent par rompre après une longue dispute.
Cependant, vers la fin de la saison, Rachel déprime après que Ross a commencé à sortir avec une autre femme du nom de Bonnie, une amie de Phoebe. Au cours du dernier épisode, le groupe part en vacances à la plage, pour que Phoebe puisse rencontrer une femme - aussi nommée Phoebe - qui en sait beaucoup à propos de sa famille. Une fois à la plage, Bonnie les rejoint à l'improviste. Rachel, malheureuse, persuade Bonnie de se raser le crâne pour abaisser sa cote auprès de Ross. Cela aboutit à une énième dispute entre Ross et Rachel, au cours de laquelle Ross et Rachel réalisent qu'ils ont encore des sentiments l'un pour l'autre. L'épisode s'achève sur une scène où Ross se trouve debout entre la chambre de Bonnie et celle de Rachel, en choisit une et entre.

## Épisodes

### Épisode 1:Celui qui rêvait de la princesse Leia
- États-Unis : 19 septembre 1996
- France : 3 mai 1997 sur Canal Jimmy, puis le 17 novembre 1997 sur France 2

- États-Unis : 26,8 millions de téléspectateurs[1] (première diffusion)

- Maggie Wheeler (Janice)
- Elliott Gould (Jack Geller)

### Épisode 2:Celui qui a du mal à se préparer
- États-Unis : 26 septembre 1996
- France : 3 mai 1997 sur Canal Jimmy, puis le 18 novembre 1997 sur France 2

- États-Unis : 26,7 millions de téléspectateurs[1] (première diffusion)

Tom Selleck (Richard Burke)

### Épisode 3:Celui qui avait la technique du câlin
- États-Unis : 3 octobre 1996
- France : 10 mai 1997 sur Canal Jimmy, puis le 19 novembre 1997 sur France 2

- États-Unis : 25,2 millions de téléspectateurs[1] (première diffusion)

- David Arquette (Malcolm, petit ami de Phoebe).
- Maggie Wheeler (Janice)

### Épisode 4:Celui qui ne supportait pas les poupées
- États-Unis : 10 octobre 1996
- France : 10 mai 1997 sur Canal Jimmy, puis le 20 novembre 1997 sur France 2

- États-Unis : 26,1 millions de téléspectateurs[1] (première diffusion)

- Maggie Wheeler (Janice)

### Épisode 5:Celui qui bricolait
- États-Unis : 17 octobre 1996
- France : 17 mai 1997 sur Canal Jimmy, puis le 21 novembre 1997 sur France 2

- États-Unis : 23,3 millions de téléspectateurs[1] (première diffusion)

- Giovanni Ribisi (Frank Buffay Jr.)
- Isabella Rossellini (elle-même)

### Épisode 6:Celui qui se souvient
- États-Unis : 31 octobre 1996
- France : 17 mai 1997 sur Canal Jimmy, puis le 24 novembre 1997 sur France 2

- États-Unis : 23,3 millions de téléspectateurs[1] (première diffusion)

- Maggie Wheeler (Janice)

### Épisode 7:Celui qui était prof et élève
- États-Unis : 7 novembre 1996
- France : 24 mai 1997 sur Canal Jimmy, puis le 25 novembre 1997 sur France 2

- États-Unis : 27,4 millions de téléspectateurs[1] (première diffusion)

Maggie Wheeler (Janice)
- Lors de cet épisode, et pour la seconde fois dans la série, le Quatrième mur est brisé lorsque Joey dit à son groupe d'élève : "et surtout ne ratez pas Friends ce soir à la télé" (12 min 48 s).
- Au début de l'épisode, on entend Joey fredonner "Baby Elephant Walk" de Henry Mancini.

### Épisode 8:Celui qui avait pris un coup sur la tête
- États-Unis : 14 novembre 1996
- France : 24 mai 1997 sur Canal Jimmy, puis le 26 novembre 1997 sur France 2

- États-Unis : 28,7 millions de téléspectateurs[1] (première diffusion)

Maggie Wheeler (Janice)

### Épisode 9:Celui pour qui le foot c'est pas le pied
- États-Unis : 21 novembre 1996
- France : 31 mai 1997 sur Canal Jimmy, puis le 27 novembre 1997 sur France 2

- États-Unis : 29,3 millions de téléspectateurs[1] (première diffusion)

### Épisode 10:Celui qui fait démissionner Rachel
- États-Unis : 12 décembre 1996
- France : 31 mai 1997 sur Canal Jimmy, puis le 28 novembre 1997 sur France 2

- États-Unis : 25,1 millions de téléspectateurs[1] (première diffusion)

Kyla Pratt (Charla Nichols), Mae Whitman (Sarah Tuttle)

### Épisode 11:Celui qui ne s'y retrouvait plus
- États-Unis : 9 janvier 1997
- France : 7 juin 1997 sur Canal Jimmy, puis le 1er décembre 1997 sur France 2

- États-Unis : 29,8 millions de téléspectateurs[1] (première diffusion)

- Steven Eckholdt (Mark)
- Alex Meneses (Cookie)
- Penny Santon (Nonna)

### Épisode 12:Celui qui était très jaloux
- États-Unis : 16 janvier 1997
- France : 7 juin 1997 sur Canal Jimmy, puis le 2 décembre 1997 sur France 2

- États-Unis : 29,6 millions de téléspectateurs[1] (première diffusion)

Carlos Gómez 

### Épisode 13:Celui qui persiste et signe
- États-Unis : 30 janvier 1997
- France : 14 juin 1997 sur Canal Jimmy, puis le 2 décembre 1997 sur France 2

Invités
- États-Unis : 28,0 millions de téléspectateurs[1] (première diffusion)

Tom Selleck (Richard Burke)

### Épisode 14:Celui que les prothèses ne gênaient pas
- États-Unis : 6 février 1997
- France : 14 juin 1997 sur Canal Jimmy, puis le 4 décembre 1997 sur France 2

- États-Unis : 28,9 millions de téléspectateurs[1] (première diffusion)

Sherilyn Fenn (Ginger), Elizabeth Daily (Leslie)

### Épisode 15:Celui qui vivait mal la rupture
- États-Unis : 13 février 1997
- France : 21 juin 1997 sur Canal Jimmy, puis le 5 décembre 1997 sur France 2

- États-Unis : 27,3 millions de téléspectateurs[1] (première diffusion)

Angela Featherstone (Chloé)

### Épisode 16:Celui qui a survécu au lendemain
- États-Unis : 20 février 1997
- France : 21 juin 1997 sur Canal Jimmy, puis le 8 décembre 1997 sur France 2

- États-Unis : 28,3 millions de téléspectateurs[1] (première diffusion)

Angela Featherstone (Chloé)

### Épisode 17:Celui qui était laissé pour compte
- États-Unis : 6 mars 1997
- France : 28 juin 1997 sur Canal Jimmy, puis le 9 décembre 1997 sur France 2

- États-Unis : 25,8 millions de téléspectateurs[1] (première diffusion)

### Épisode 18:Celui qui s'auto-hypnotisait
- États-Unis : 13 mars 1997
- France : 28 juin 1997 sur Canal Jimmy, puis le 10 décembre 1997 sur France 2

- États-Unis : 28,1 millions de téléspectateurs[1] (première diffusion)

- Debra Jo Rupp (Alice Knight)
- Jon Favreau (Pete Becker)
- Giovanni Ribisi (Frank Buffay Jr.)

### Épisode 19:Celui qui avait un tee-shirt trop petit
- États-Unis : 27 mars 1997
- France : 5 juillet 1997 sur Canal Jimmy, puis le 11 décembre 1997 sur France 2

- États-Unis : 23,7 millions de téléspectateurs[1] (première diffusion)

Jon Favreau (Pete Becker), Dina Meyer (Kate Miller)

### Épisode 20:Celui qui courait deux lièvres
- États-Unis : 10 avril 1997
- France : 5 juillet 1997 sur Canal Jimmy, puis le 12 décembre 1997 sur France 2

- États-Unis : 24,4 millions de téléspectateurs[1] (première diffusion)

- Dina Meyer (Kate Miller)
- Alison La Placa (Joanna)

### Épisode 21:Celui qui avait un poussin
- États-Unis : 17 avril 1997
- France : 12 juillet 1997 sur Canal Jimmy, puis le 15 décembre 1997 sur France 2

- États-Unis : 23,2 millions de téléspectateurs[1] (première diffusion)

- Jon Favreau (Pete Becker)

### Épisode 22:Celui qui s'énervait
- États-Unis : 24 avril 1997
- France : 12 juillet 1997 sur Canal Jimmy, puis le 16 décembre 1997 sur France 2

- États-Unis : 22,6 millions de téléspectateurs[1] (première diffusion)

- Ben Stiller (Tommy)
- Jon Favreau (Pete Becker)
- Dina Meyer (Kate Miller)

- Lorsque les 6 amis veulent savoir qui est la nouvelle petite amie de Ross, et donc la propriétaire du " 2e Ticket ", Chandler casse (encore une fois) le quatrième mur en disant : " Oh oui ! Qui est le Numéro 2 ? Vous le saurez en regardant le prochain épisode de Friends ! "

### Épisode 23:Celui qui avait un truc dans le dos
- États-Unis : 1er mai 1997
- France : 19 juillet 1997 sur Canal Jimmy, puis le 17 décembre 1997 sur France 2

- États-Unis : 24,2 millions de téléspectateurs[1] (première diffusion)

Jon Favreau (Pete Becker)

### Épisode 24:Celui qui voulait être ultime champion
- États-Unis : 8 mai 1997
- France : 19 juillet 1997 sur Canal Jimmy, puis le 18 décembre 1997 sur France 2

- États-Unis : 23,1 millions de téléspectateurs[1] (première diffusion)

- Jon Favreau (Pete Becker)
- Robin Williams (Thomas)
- Billy Crystal (Tim)
- Sam McMurray (Doug)
- James Hong (Hoshi)
- Christine Taylor (Bonnie)

### Épisode 25:Celui qui allait à la plage
- États-Unis : 15 mai 1997
- France : 26 juillet 1997 sur Canal Jimmy, puis le 19 décembre 1997 sur France 2

- États-Unis : 28,8 millions de téléspectateurs[1] (première diffusion)

- Christine Taylor (Bonnie)
- Teri Garr (Phoebe Abbott)